# Трісія Саундерс
Патрісія «Трісія» Саундерс (англ. Patricia «Tricia» Saunders; нар. 21 лютого 1966, Енн-Арбор, штат Мічиган) — американська борчиня вільного стилю, чотириразова чемпіонка та срібна призерка чемпіонатів світу, чемпіонка Азії. У 2011 році введена до Всесвітньої Зали слави Міжнародної федерації об'єднаних стилів боротьби.

## Життєпис
Боротьбою почала займатися з дев'яти років. Змагаючись лише проти хлопчиків, вона виграла сім із дев'яти матчів. У 1976 році Саундерс стала першою жінкою, яка виграла чемпіонат штату Мічиган і першою чемпіонкою з жіночої боротьби. Після того, як у віці 12 років їй було заборонено змагатися з хлопцями, Саундерс почала займатися гімнастикою. Вона повернулася до боротьби через десять років. Протягом наступних 13 років вона стала найтитулованішою борчинею США. Вона виграла 11 чемпіонатів США з боротьби поспіль, не програвши при цьому своїм суперницям жодної сутички. Трісія Саундерс завершила спортивну кар'єру у 2001 році, незадовго до того, як жіноча боротьба була включена до Олімпійських видів спорту.
Виступала за борцівський клуб «Sunkist Kids» з Фінікса. Тренер — Таунсенд Саундерс.
Після завершення активних виступів на борцівському килимі вона продовжує успішну тренерську кар'єру. Трісія Саундерс є головним тренером жіночої збірної США з боротьби. У 2004 році вона була обрана тренером на перших в історії Олімпійських іграх, де проводилися змагання з жіночої боротьби.

## Визнання
Трісія Саундерс стала першою жінкою, яку включили до національної Зали слави боротьби. У вересні 2011 року вона була введена до Зали слави Міжнародної федерації об'єднаних стилів боротьби, ставши шостим американським спортсменом та першою жінкою зі США, яка досягла такого визнання.

## Спортивні результати на міжнародних змаганнях

### Виступи на Чемпіонатах світу
| Змагання                        | Збірна | Вагова категорія          | Місце  |
| ------------------------------- | ------ | ------------------------- | ------ |
| Чемпіонат світу з боротьби 1992 | США    | жіноча боротьба, до 50 кг | Золото |
| Чемпіонат світу з боротьби 1993 | США    | жіноча боротьба, до 47 кг | Срібло |
| Чемпіонат світу з боротьби 1995 | США    | жіноча боротьба, до 47 кг | 4      |
| Чемпіонат світу з боротьби 1996 | США    | жіноча боротьба, до 47 кг | Золото |
| Чемпіонат світу з боротьби 1998 | США    | жіноча боротьба, до 46 кг | Золото |
| Чемпіонат світу з боротьби 1999 | США    | жіноча боротьба, до 46 кг | Золото |
| Чемпіонат світу з боротьби 2001 | США    | жіноча боротьба, до 46 кг | 15     |

### Виступи на чемпіонатах Азії
| Змагання                       | Збірна | Вагова категорія          | Місце  |
| ------------------------------ | ------ | ------------------------- | ------ |
| Чемпіонат Азії з боротьби 1996 | США    | жіноча боротьба, до 50 кг | Золото |